# Alchemilla minutiflora
Alchemilla minutiflora é uma espécie de rosácea do gênero Alchemilla, pertencente à família Rosaceae.